# Lijst van voetbalinterlands Chili - Zuid-Afrika
Deze lijst van voetbalinterlands is een overzicht van alle officiële voetbalwedstrijden tussen de nationale teams van Chili en Zuid-Afrika. De landen speelden tot op heden een keer tegen elkaar: een vriendschappelijke wedstrijd, die werd gespeeld op 11 februari 2009 in Polokwane.

## Wedstrijden
| № | Plaats    | Datum            | Competitie        | Wedstrijd           | Uitslag |
| - | --------- | ---------------- | ----------------- | ------------------- | ------- |
| 1 | Polokwane | 11 februari 2009 | Vriendschappelijk | Zuid-Afrika – Chili | 0 – 2   |

## Samenvatting
| Competitie        | Totaal gespeeld | Winst Chili | Gelijk | Winst Zuid-Afrika | Doelsaldo Chili – Zuid-Afrika |
| ----------------- | --------------- | ----------- | ------ | ----------------- | ----------------------------- |
| Vriendschappelijk | 1               | 1           | 0      | 0                 | 2 − 0                         |
| Totaal            | 1               | 1           | 0      | 0                 | 2 − 0                         |

Wedstrijden bepaald door strafschoppen worden, in lijn met de FIFA, als een gelijkspel gerekend.